# Карнавал бесчестия
«Карнавал бесчестия» (кор. 비열한 거리, ром. Biyeolhan geori) — южнокорейский фильм 2006 года в жанре неонуар, снятый режиссером Ю Ха. Этот фильм стал вторым в трилогии «уличная серия» среди «Однажды в школе» (2004) и «Каннамский блюз» (2015).

## Сюжет
Ким Пён Ду (Чо Ин Сон) — босс маленькой банды. Обе его семьи, родная и криминальная, испытывают серьёзные финансовые трудности. Именно поэтому он решается на очень опасное задание — убить прокурора, который досаждает боссу Пён Ду, господину Хвану (Чхон Хо Чжин). Параллельно Пён Ду помогает своему старому другу-режиссёру Мин Хо (Нам Гун Мин) в написании сценария для фильма про бандитов.

## В ролях
- Чо Ин Сон — Ким Пён Ду
- Чхон Хо Чжин — президент Хван
- Ли По Ён — Хён Чжу
- Чин Гу — Чон Су
- Юн Чже Мун — Сан Чоль
- Нам Гун Мин — Мин Хо

## Награды и номинации[3]
Кинопремия «Голубой дракон» 2006
- Номинация «Лучший актёр»: Чо Ин Сон.
- Номинация «Лучший режиссёр»: Ха Ю.
- Номинация «Лучший актёрский дебют»: Чин Гу.

Korean Film Awards 2006
- «Лучший актёр»: Чо Ин Сон.
- Номинация «Лучший режиссёр»: Ха Ю.
- Номинация «Лучшая роль второго плана»: Чин Гу.
- «Лучший монтаж»: Пак Кок Чи.
- «Лучший монтаж»: Чон Джин Хи.
- Номинация «Лучшая музыка»: Чо Ён Ук.

Азиатская кинопремия 2007
- Номинация «Лучший монтаж»: Чон Чин Хи.
- Номинация «Лучший монтаж»: Пак Кок Чи.

Кинопремия «Большой колокол» 2007
- Номинация «Лучший фильм».
- Номинация «Лучший актёр»: Чо Ин Сон.
- Номинация «Лучшая роль второго плана»: Чхон Хо Чжин.
- Номинация «Лучший сценарий»: Ха Ю.

Paeksang Arts Awards 2007
- Номинация «Лучший актёр»: Чо Ин Сон.
- Номинация «Лучший сценарий»: Ха Ю.
- Номинация «Лучший актёрский дебют»: Чин Гу.